# Batrachoseps incognitus
Batrachoseps incognitus es una especie de salamandras en la familia Plethodontidae.
Es endémica de en el estado de California en los Estados Unidos.
Su hábitat natural son los bosques templados.